# O Peso do Pássaro Morto

O Peso do Pássaro Morto é uma obra da autora brasileira Aline Bei, publicada em 2017 pela editora Nós.

## Contexto da obra
Esta é a primeira obra publicada pela escritora paulistana Aline Bei e rompe com o tradicionalismo na escrita de obras literárias. Possui uma apresentação estética que lembra prosa e poema, mas no entanto é uma criação própria de escrita da autora, que também pode ser considerada como "prosa poética", por este motivo é analisada como uma obra inovadora do século XXI. Voltada para um público adulto, possui uma descrição sobre acontecimentos desde a infância até a vida adulta de uma mulher, nas palavras da autora "O livro surgiu de uma experiência que eu tive na infância, quando um canário morreu na minha mão”.

## Escrita e inspiração
A escrita de Aline Bei é conhecida por sua linguagem poética e intimista. Ela explora temas profundos e emocionais, usando uma prosa lírica que muitas vezes mistura realismo e elementos oníricos. Bei é reconhecida por criar atmosferas intensas e imagens vívidas, que transportam o leitor para as experiências emocionais dos personagens. Como atriz e escritora, inspirou-se no ator e diretor russo Constantin Stanislavski para abordar questões existenciais, relações humanas, traumas e descobertas pessoais. Através de sua escrita, ela consegue mergulhar nas complexidades dos sentimentos e pensamentos de seus personagens, criando uma conexão emocional entre o leitor e a história.
mas não era
Tempo
o problema foi a perda
da parte
de mim que
acreditava, vazou no banho um dia
pelo ralo,
escorreu e a água rápida mandou pro cano que levou pro rio.

## Prêmios e reconhecimentos
O peso do pássaro morto (2017) foi vencedor do Prêmio São Paulo de Literatura na categoria voltada para autores de romances com menos de 40 anos, e do prêmio Toca, criado pelo escritor Marcelino Freire. Além disso, foi finalista do Prêmio Rio de Literatura.

## Recepção do público
Aline possui uma relação próxima com os leitores nas redes sociais e participa de diversos eventos literatura e em clubes de leitura.